# Chaume-et-Courchamp
Pour les articles homonymes, voir Courchamps.
Chaume-et-Courchamp est une commune française située dans le département de la Côte-d'Or, en région Bourgogne-Franche-Comté.

## Géographie
Chaume-et-Courchamp présente la particularité de se situer à la frontière de trois départements et également de trois régions.
Le village de Courchamp est en Côte-d'Or (Bourgogne-Franche-Comté), frontalier avec la Haute-Marne (Champagne-Ardenne) ainsi que la Haute-Saône (Franche-Comté), le Moulin de Roche se trouvant d'ailleurs sur les 3 régions.

### Climat
Pour des articles plus généraux, voir Climat de la Bourgogne-Franche-Comté et Climat de la Côte-d'Or.
En 2010, le climat de la commune est de type climat des marges montargnardes, selon une étude du Centre national de la recherche scientifique s'appuyant sur une série de données couvrant la période 1971-2000. En 2020, Météo-France publie une typologie des climats de la France métropolitaine dans laquelle la commune est exposée à un climat océanique altéré et est dans la région climatique  Lorraine, plateau de Langres, Morvan, caractérisée par un hiver rude (1,5 °C), des vents modérés et des brouillards fréquents en automne et hiver. 
Pour la période 1971-2000, la température annuelle moyenne est de 10,2 °C, avec une amplitude thermique annuelle de 17,5 °C. Le cumul annuel moyen de précipitations est de 865 mm, avec 12,1 jours de précipitations en janvier et 8,3 jours en juillet. Pour la période 1991-2020, la température moyenne annuelle observée sur la station météorologique de Météo-France la plus proche, « Coublanc », sur la commune de Coublanc à 16 km à vol d'oiseau, est de 10,9 °C et le cumul annuel moyen de précipitations est de 926,7 mm,. Pour l'avenir, les paramètres climatiques de la commune estimés pour 2050 selon différents scénarios d'émission de gaz à effet de serre sont consultables sur un site dédié publié par Météo-France en novembre 2022.

## Urbanisme

### Typologie
Au 1er janvier 2024, Chaume-et-Courchamp est catégorisée commune rurale à habitat dispersé, selon la nouvelle grille communale de densité à 7 niveaux définie par l'Insee en 2022.
Elle est située hors unité urbaine. Par ailleurs la commune fait partie de l'aire d'attraction de Dijon, dont elle est une commune de la couronne,. Cette aire, qui regroupe 333 communes, est catégorisée dans les aires de 200 000 à moins de 700 000 habitants,.

### Occupation des sols
L'occupation des sols de la commune, telle qu'elle ressort de la base de données européenne d’occupation biophysique des sols Corine Land Cover (CLC), est marquée par l'importance des territoires agricoles (72,5 % en 2018), une proportion identique à celle de 1990 (72,5 %). La répartition détaillée en 2018 est la suivante : 
terres arables (71,5 %), forêts (24,4 %), zones urbanisées (3,1 %), prairies (1 %). L'évolution de l’occupation des sols de la commune et de ses infrastructures peut être observée sur les différentes représentations cartographiques du territoire : la carte de Cassini (XVIIIe siècle), la carte d'état-major (1820-1866) et les cartes ou photos aériennes de l'IGN pour la période actuelle (1950 à aujourd'hui).

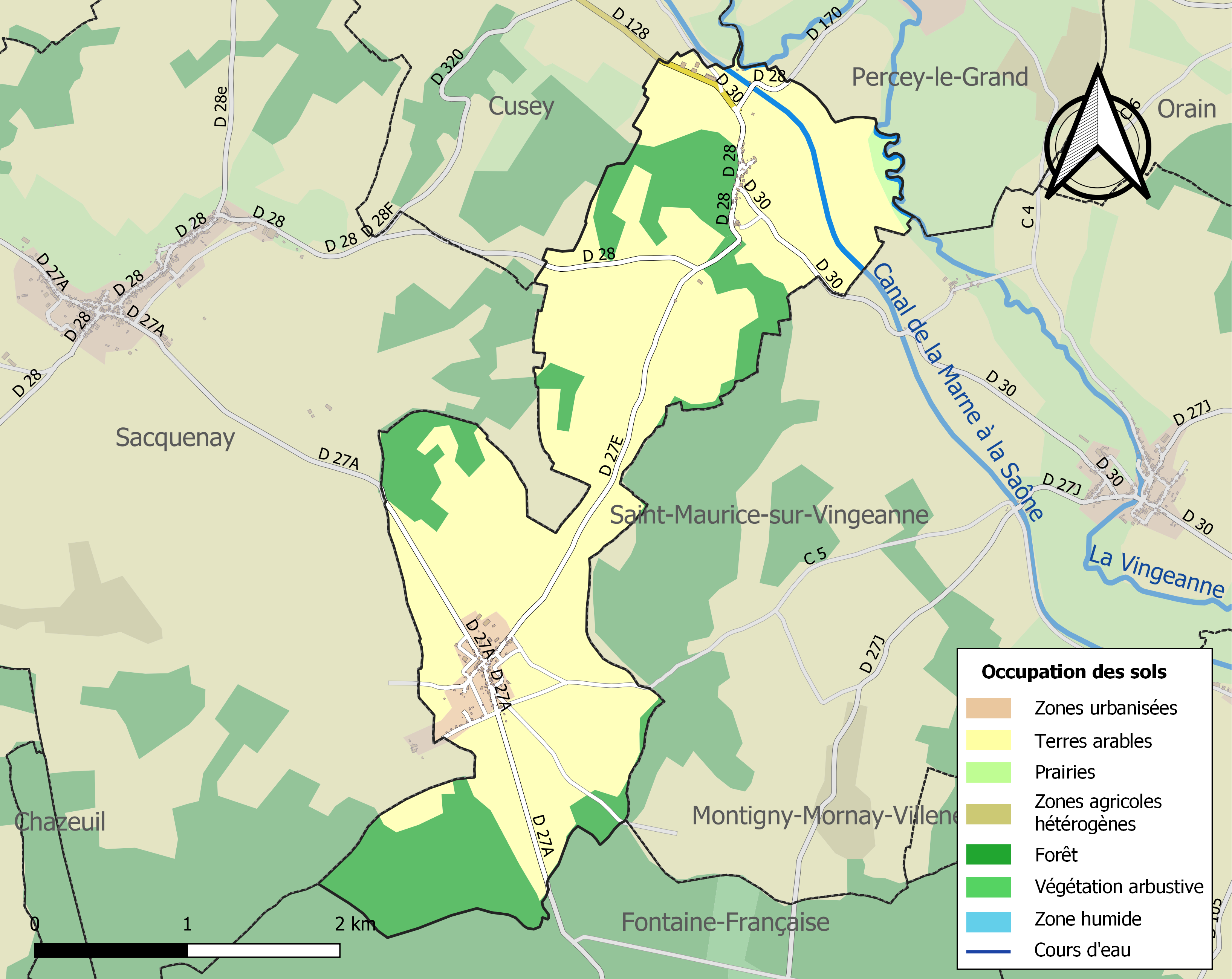
Carte des infrastructures et de l'occupation des sols de la commune en 2018 (CLC).

## Toponymie
Chaume : issu du bas latin calma « friche, lande ».

## Histoire
Le 15 novembre 1972, les communes de Chaume et de Courchamp fusionnent, pour devenir la commune de Chaume-et-Courchamp.
Depuis 2004, la commune fait partie de la Communauté de communes du Val de Vingeanne.

## Politique et administration

### Chaume (avant 1972)
| Période  | Période       | Identité        | Étiquette | Qualité          |
| -------- | ------------- | --------------- | --------- | ---------------- |
| mai 1935 | novembre 1972 | Eugène Thévenot |           | Ancien résistant |

### Chaume-et-Courchamp (depuis 1972)
| Période       | Période   | Identité        | Étiquette   | Qualité                         |
| ------------- | --------- | --------------- | ----------- | ------------------------------- |
| novembre 1972 | mars 1977 | Eugène Thévenot |             | Ancien résistant                |
| juin 1995     | mars 2001 | Roland Maire    |             |                                 |
| mars 2001     | mars 2020 | Aimé Cheveau    |             | employé de l'ONF                |
| mars 2020     | En cours  | Franck Gaillard | RN puis REC | Conseiller régional (2015-2021) |

## Démographie
L'évolution du nombre d'habitants est connue à travers les recensements de la population effectués dans la commune depuis 1793. Pour les communes de moins de 10 000 habitants, une enquête de recensement portant sur toute la population est réalisée tous les cinq ans, les populations de référence des années intermédiaires étant quant à elles estimées par interpolation ou extrapolation. Pour la commune, le premier recensement exhaustif entrant dans le cadre du nouveau dispositif a été réalisé en 2004.

En 2022, la commune comptait 183 habitants, en évolution de +1,67 % par rapport à 2016 (Côte-d'Or : +0,82 %, France hors Mayotte : +2,11 %).
| 1793 | 1800 | 1806 | 1821 | 1831 | 1836 | 1841 | 1846 | 1851 |
| ---- | ---- | ---- | ---- | ---- | ---- | ---- | ---- | ---- |
| 147  | 165  | 168  | 170  | 185  | 193  | 191  | 191  | 187  |

| 1856 | 1861 | 1866 | 1872 | 1876 | 1881 | 1886 | 1891 | 1896 |
| ---- | ---- | ---- | ---- | ---- | ---- | ---- | ---- | ---- |
| 183  | 193  | 179  | 163  | 143  | 159  | 137  | 143  | 141  |

| 1901 | 1906 | 1911 | 1921 | 1926 | 1931 | 1936 | 1946 | 1954 |
| ---- | ---- | ---- | ---- | ---- | ---- | ---- | ---- | ---- |
| 138  | 124  | 115  | 116  | 107  | 102  | 86   | 88   | 77   |

| 1962 | 1968 | 1975 | 1982 | 1990 | 1999 | 2004 | 2006 | 2009 |
| ---- | ---- | ---- | ---- | ---- | ---- | ---- | ---- | ---- |
| 86   | 88   | 145  | 142  | 131  | 140  | 135  | 142  | 149  |

| 2014 | 2019 | 2022 | - | - | - | - | - | - |
| ---- | ---- | ---- | - | - | - | - | - | - |
| 176  | 179  | 183  | - | - | - | - | - | - |

## Culture locale et patrimoine

### Lieux et monuments
- L'écluse n° 24 du Canal entre Champagne et Bourgogne à Courchamp.
- Église Saint-Michel XVIIIe siècle à Chaume.
- Église Saint-Martin XIXe siècle à Courchamp[17].
- Monument aux morts.
- Moulin de Roche XIIe siècle à Courchamp[18]

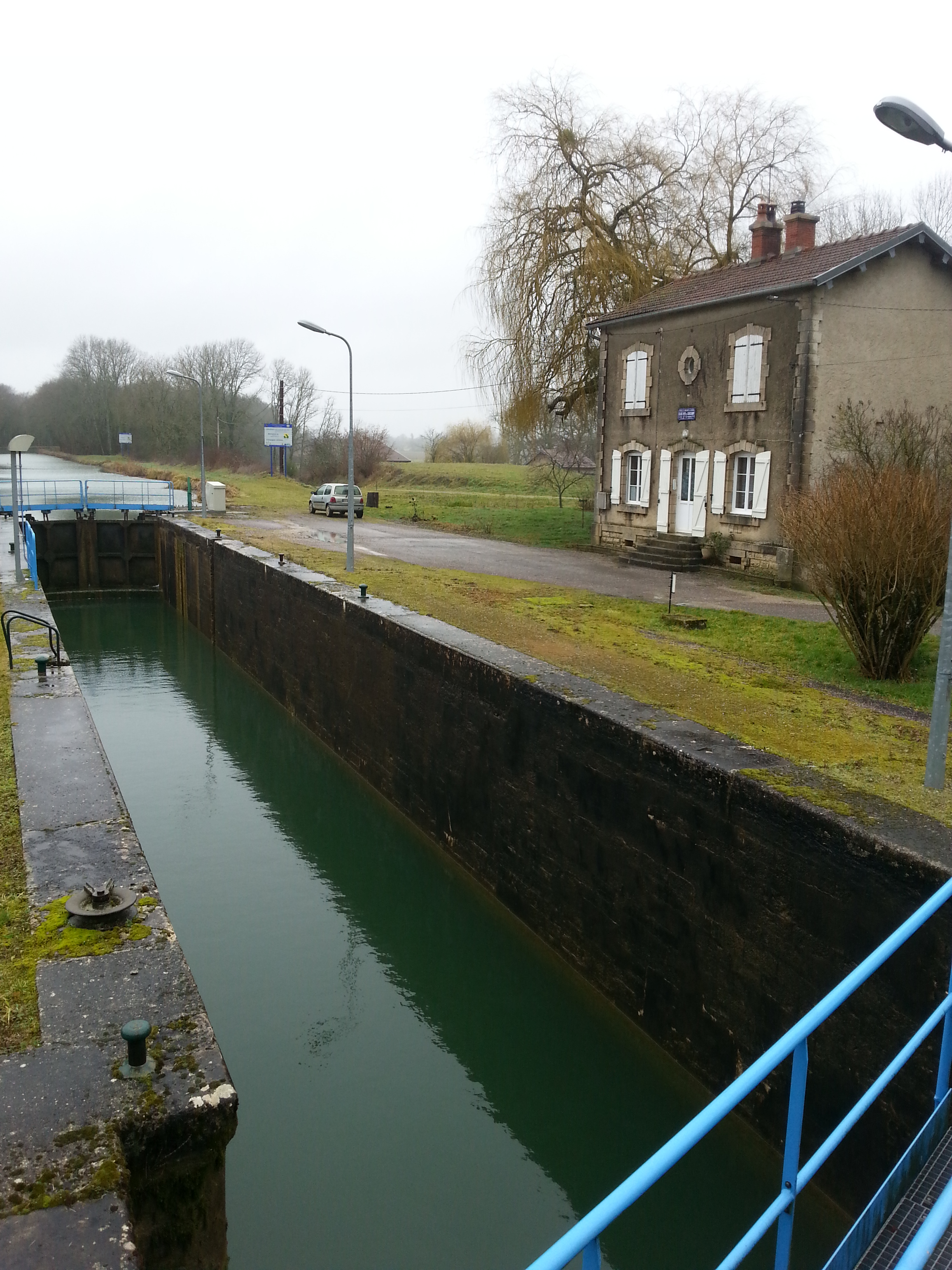
Écluse 24 du canal entre Champagne et Bourgogne.
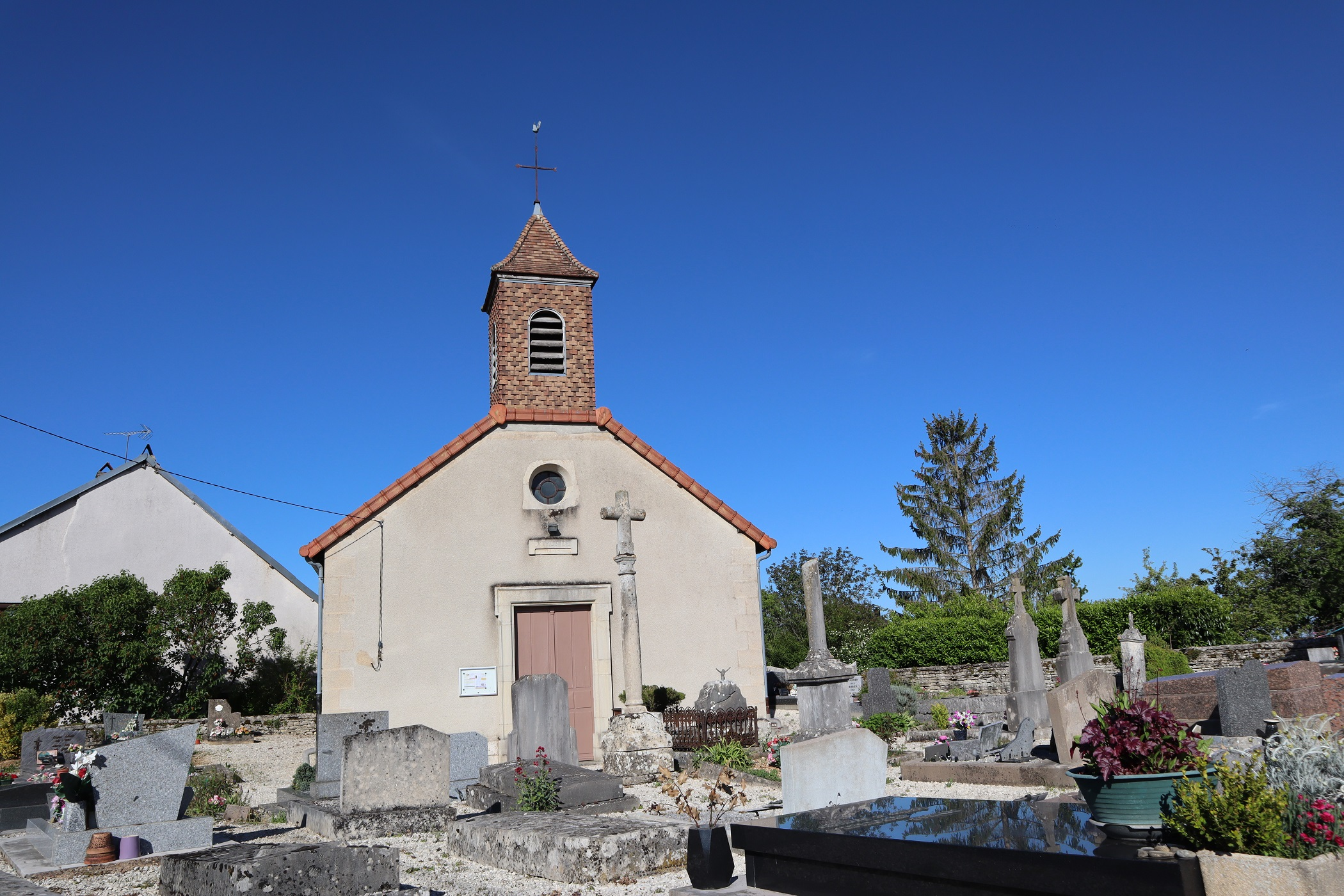
Église Saint-Michel de Chaume.
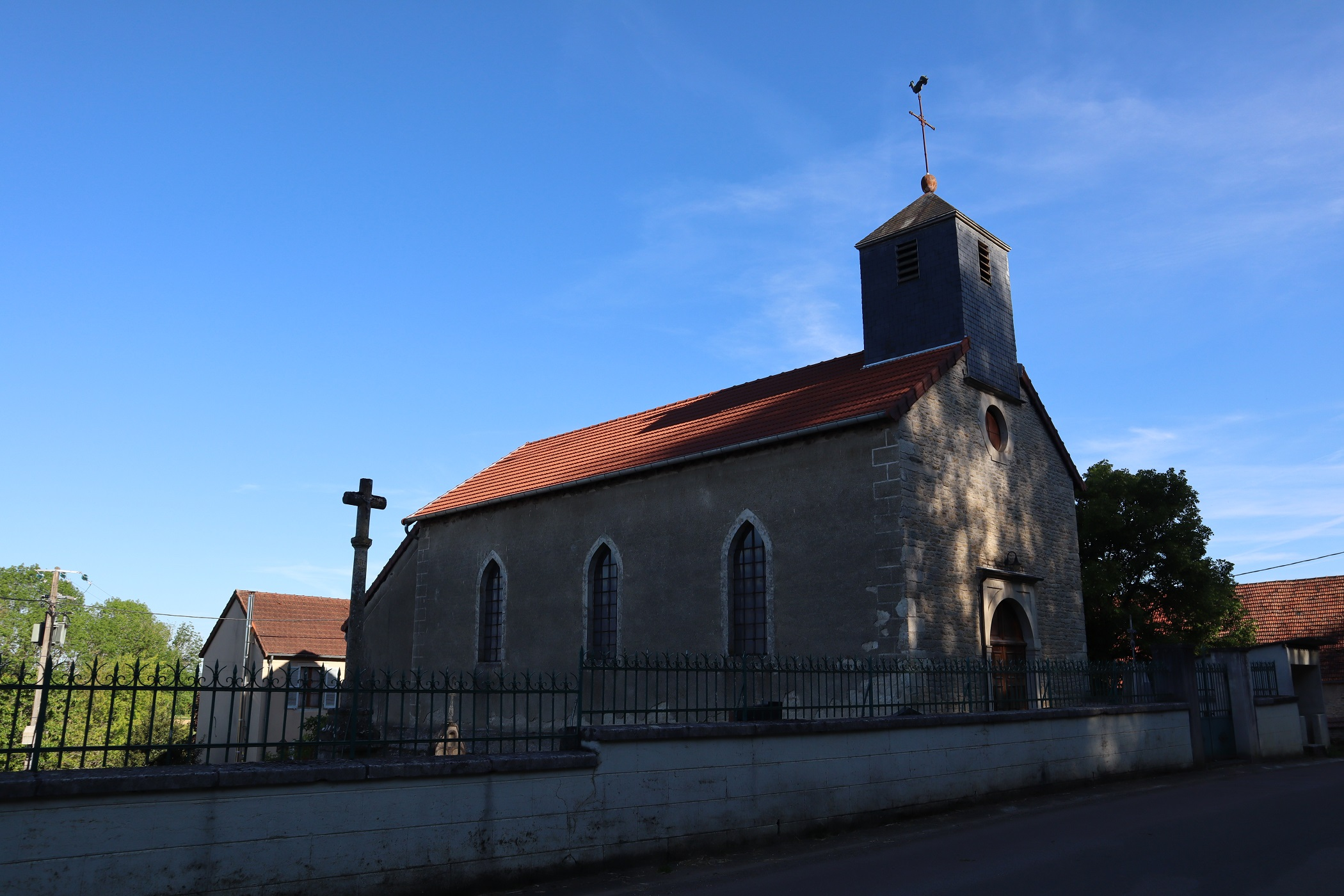
Église Saint-Martin de Courchamp.
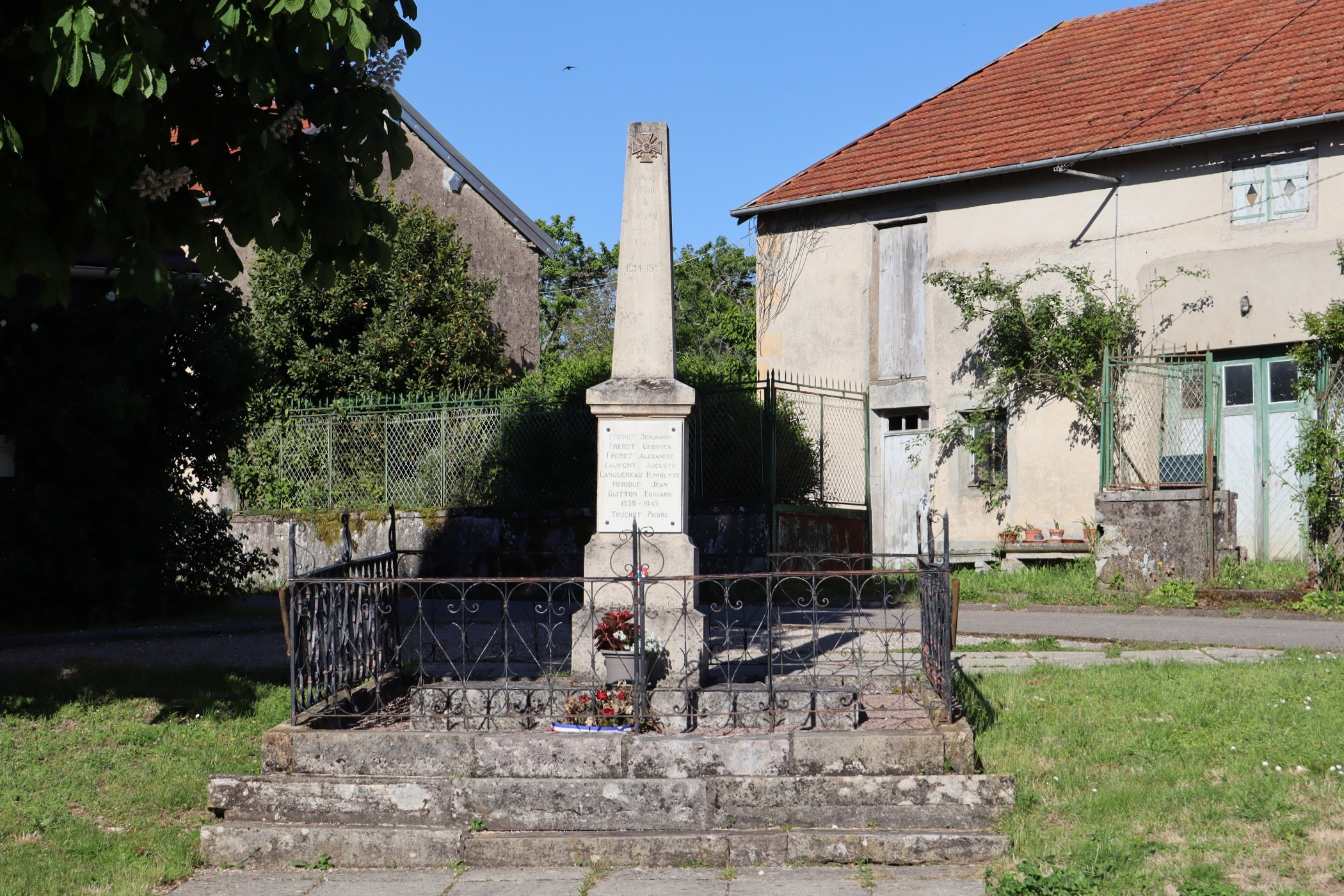
Monument aux morts.

### Culture populaire

#### Télévision
En 1960, un film documentaire intitulé La route, diffusé par la RTF dans la série Les quatre vents, est consacré à la transformation de la commune de Chaume, dans le contexte du remembrement. Ce film met en lumière la participation des habitants aux travaux engagés, notamment la démolition de maisons en ruine et la construction de nouvelles voies devant permettre aux engins agricoles d'accéder aux parcelles remembrées. On y découvre aussi le maire de l'époque, Eugène Thévenot, conduisant lui-même des engins de chantier ou aux commandes de l'avion qu'il a construit, un Jodel D112.

## Personnalités liées à la commune
- Eugène Thévenot, né le 15 février 1909 à L’Étang-Vergy et décédé le 2 août 1993 à Gray, ancien maire de Chaume puis de Chaume-et-Courchamp, s'est illustré en s'engageant activement dans la résistance, à la tête d'un groupe de maquisards, dit le "groupe Thévenot" et en dirigeant le Bureau des Opérations Aériennes (BOA) local[20].

## Héraldique
| Blason | Blasonnement : Écartelé : aux 1er et 4e d'azur au sautoir cousu de gueules cantonné de quatre fleurs de lis d'or, aux 2e et 3e d'argent au chêne de sinople englanté de pourpre à trois feuilles de chêne d'or. |